# Giro del Cigno
La Giro del Cigno era una competició ciclista italiana d'un sol dia que es disputava anualment a Casacalenda a la Província de Campobasso. Creada el 1924, de 2007 a 2009 va formar part del circuit de l'UCI Europa Tour, amb una categoria 1.2.
El Cigno fa referència al torrent per on passava la cursa.

## Palmarès
| Any     | Vencedor              | Segon             | Tercer               |
| ------- | --------------------- | ----------------- | -------------------- |
| 1924    | Domenico Tutolo       |                   |                      |
| 1925    | Giuseppe Messina      |                   |                      |
| 1926    | Giovanni Munco        |                   |                      |
| 1927    | Antonio Zaccardi      |                   |                      |
| 1928-31 | No disputat           |                   |                      |
| 1932    | Mario Ricci           |                   |                      |
| 1933-47 | No disputat           |                   |                      |
| 1948    | Cosimo Testa          |                   |                      |
| 1949-52 | No disputat           |                   |                      |
| 1953    | Antonio La Fratta     |                   |                      |
| 1954    | Franco Franchi        |                   |                      |
| 1955    | Antonio Abbonizio     |                   |                      |
| 1956    | Amerigo De Amicis     |                   |                      |
| 1957    | Amerigo Lacovelli     |                   |                      |
| 1958    | Amerigo Lacovelli     |                   |                      |
| 1959    | Desiderio Di Gesualdi |                   |                      |
| 1960    | Romano Patane         |                   |                      |
| 1961    | Ernesto Settanni      |                   |                      |
| 1962    | Armando Marzocchetti  |                   |                      |
| 1963    | Domenico Medori       |                   |                      |
| 1964    | Antonio Donato        |                   |                      |
| 1965    | Mario Di Toro         |                   |                      |
| 1966    | Giuseppe De Simone    |                   |                      |
| 1967    | Antonio Marzoli       |                   |                      |
| 1968    | Giuseppe Fantini      |                   |                      |
| 1969    | Ezio Falo             |                   |                      |
| 1970    | Dino Guercione        |                   |                      |
| 1971    | Giovanni Di Lorenzo   |                   |                      |
| 1972    | Francesco De Patre    |                   |                      |
| 1973    | Paolo Tabacco         |                   |                      |
| 1974    | Enzo Canuti           |                   |                      |
| 1975    | Roberto Battaglini    |                   |                      |
| 1976    | Tonino Ciarocca       |                   |                      |
| 1977    | Gianpietro Pistolesi  |                   |                      |
| 1978    | Giancarlo Baldoni     |                   |                      |
| 1979    | Antonio Alfonsini     |                   |                      |
| 1980    | Pietro Onesti         |                   |                      |
| 1981    | Maurizio Viotti       |                   |                      |
| 1982    | Fabrizio Giovannelli  |                   |                      |
| 1983    | Jörgen Pedersen       |                   |                      |
| 1984    | Raffaele Di Francesco |                   |                      |
| 1985    | Shayne Bannan         |                   |                      |
| 1986    | Moreno Picchio        |                   |                      |
| 1987    | No disputat           |                   |                      |
| 1988    | GDaniele Cialini      |                   |                      |
| 1989    | No disputat           |                   |                      |
| 1990    | Roberto Caruso        |                   |                      |
| 1991    | Alessandro Gentili    |                   |                      |
| 1992    | Ezio Missori          |                   |                      |
| 1993    | Stefano Donati        |                   |                      |
| 1994    | Stefano Giuliani      |                   |                      |
| 1995    | Marco Vergnani        |                   |                      |
| 1996    | Andrea Fiori          |                   |                      |
| 1997    | Maurizio Vandelli     |                   |                      |
| 1998    | Paul Bertino          |                   |                      |
| 1999    | Giuseppe Bracci       |                   |                      |
| 2000    | Raffaele Ferrara      |                   |                      |
| 2001    | Paolo Bailetti        |                   |                      |
| 2002    | Francesco Bellotti    | Giuseppe Muraglia | Francesco Mazzantini |
| 2003    | Massimiliano Maisto   | Giacomo Cariulo   | Daniele Colli        |
| 2004    | Volodymyr Zagorodny   | Paolo Ciavatta    | Moisés Adalpe        |
| 2005    | Davide Torosantucci   | Marco Cattaneo    | Diego Caccia         |
| 2006    | Federico Vitali       | Alessandro Colo   | Enrico Rossi         |
| 2007    | Americo Novembrini    | Davide Malacarne  | Federico Vitali      |
| 2008    | Federico Vitali       | Anton Sintsov     | Dan Craven           |
| 2009    | Paolo Ciavatta        | Henry Frusto      | Alessandro Malaguti  |